# Страна Советов (деревня)
Страна Советов — деревня в Старицком районе Тверской области России. Входит в сельское поселение «Луковниково»».
Находится в лесах на востоке Валдайской возвышенности. Расположена в правобережье реки Большой Коши в 21 км к северо-западу от Луковниково, в 59 км от Старицы, в 60 км к северу от Ржева и в 110 км к западу от Твери.
Рядом с деревней проходит местная автодорога Луковниково — Сокольники — Кувшиново. Ближайшая ж.-д. платформа 76 км (на линии Торжок — Соблаго) находится в 13 км к северу в Сокольниках.
| 2008 | 2010 |
| ---- | ---- |
| 12   | ↘6   |